# 회색꼬리밭쥐
회색꼬리밭쥐(학명: Microtus Canicaudus)는 밭쥐속에 속하는 설치류의 일종이다. 회색꼬리목초지밭쥐 또는 회색꼬리목초지쥐로도 알려져 있으며, 작은 포유류로 대략 중간 정도의 분포 범위에서 서식한다. 1895년 처음 수집되었고, 북아메리카 태평양 북서부의 오레건 주 윌라멧 계곡과 워싱턴주 클라크 군의 토착종이다. 역사적으로 계곡의 대초원 지역에서 발견되어 왔으며, 많은 지역이 농업 목적으로 전환되었지만 여전히 흔하게 남아 있다. 어떤 불확실한 이유 때문에 특정 지역의 개체 밀도가 계절과 해에 따라 크게 유동적이다. 포식자는 올빼미와 매, 육식성 포유류 등이고, 몸에 기생하는 기생충은 벼룩과 진드기 등이다. 또한 회색꼬리밭쥐는 땅 아래에 굴을 파서 복잡한 그물망 통로를 만들고 다른 동물과 같은 굴을 사용하기도 한다. 잘 잡히지 않고, 덫에 쉽게 걸리지 않기 때문에 야생 습성이 비교적 거의 알려져 있지 않다.